# AC Bellaria Igea Marina
Associazione Calcio Bellaria Igea Marina – włoski klub piłkarski z siedzibą w miejscowości Bellaria-Igea Marina w regionie Emilia-Romania.

## Historia
Klub założono w 1912 roku w dzielnicy Rimini Bellarii (od 1956 roku jest to odrębne miasto) jako AC Bellaria. W początkach swojej działalności występował w regionalnych ligach regionu Emilia-Romania. W 1952 roku zarząd ogłosił bankructwo klubu, który wkrótce po tym reaktywowano pod nazwą ASCAR. W sezonie 1968/69 zespół po raz pierwszy wystąpił w rozgrywkach Serie D. W sezonach 1972/73 oraz 1973/74 Bellaria zajęła dwukrotnie 2. miejsce w tabeli grupy D, co jest największym osiągnięciem w jej historii. W lipcu 1994 roku dokonano fuzji z AC Igea Marina oraz Dinamo Bordonchio, które przekształcono w akademię piłkarską klubu. W latach 2003–2014 AC Bellaria Igea Marina występowała w Serie C2, posiadając w tym okresie status zawodowy.
W latach 1977–1979 zawodnikiem Bellarii był Arrigo Sacchi, selekcjoner reprezentacji Włoch (1991-1996) oraz trener m.in. Parma AC, AC Milan oraz Atlético Madryt. W latach 80. był on również przez dwa sezony szkoleniowcem klubu.
Chronologia nazw
- 1912–1952: Associazione Calcio Bellaria
- 1952–1960: ASCAR Bellaria
- 1960–1967: Associazione Calcio Bellaria
- 1967–1975: Sportiva Calcio Bellaria Igea Marina
- 1975–1989: Associazione Calcio Bellaria Igea Marina
- 1989–1994: Associazione Calcio Bellaria
- 1994–1995: Sportiva Calcio Bellaria Igea Marina
- od 1995: Associazione Calcio Bellaria Igea Marina

## Barwy
Oficjalnymi barwami AC Bellaria Igea Marina są kolory biały i niebieski.

## Stadion
AC Bellaria Igea Marina rozgrywa swoje mecze na Stadio Enrico Nanni, zlokalizowanym na Via Gioacchino Rossini. Obiekt został otwarty w 1968 roku. Nosi imię Enrico Nanniego, tragicznie zmarłego piłkarza klubu. Pojemność stadionu wynosi 2500 miejsc, z czego 373 z nich znajdują się pod dachem.

## Znani piłkarze
- Paolo Barison
- Massimo Bonini
- Emanuele Giaccherini
- Arrigo Sacchi
- Andy Selva